# Philip Achille
Philip Achille – brytyjski muzyk specjalizujący się w grze na harmonijce chromatycznej.
Współtworzył ścieżkę dźwiękową do filmu Wakacje Jasia Fasoli. Brał udział w Royal Variety Performance.

## Wyróżnienia
- Muzyk roku 2005 National Harmonica League[3]
- Laureat nagrody Fundacji Tabor (2006)[3]
- Finalista Konkursu Eurowizji dla Młodych Muzyków 2008